# Bretagne pendant la Première Guerre mondiale

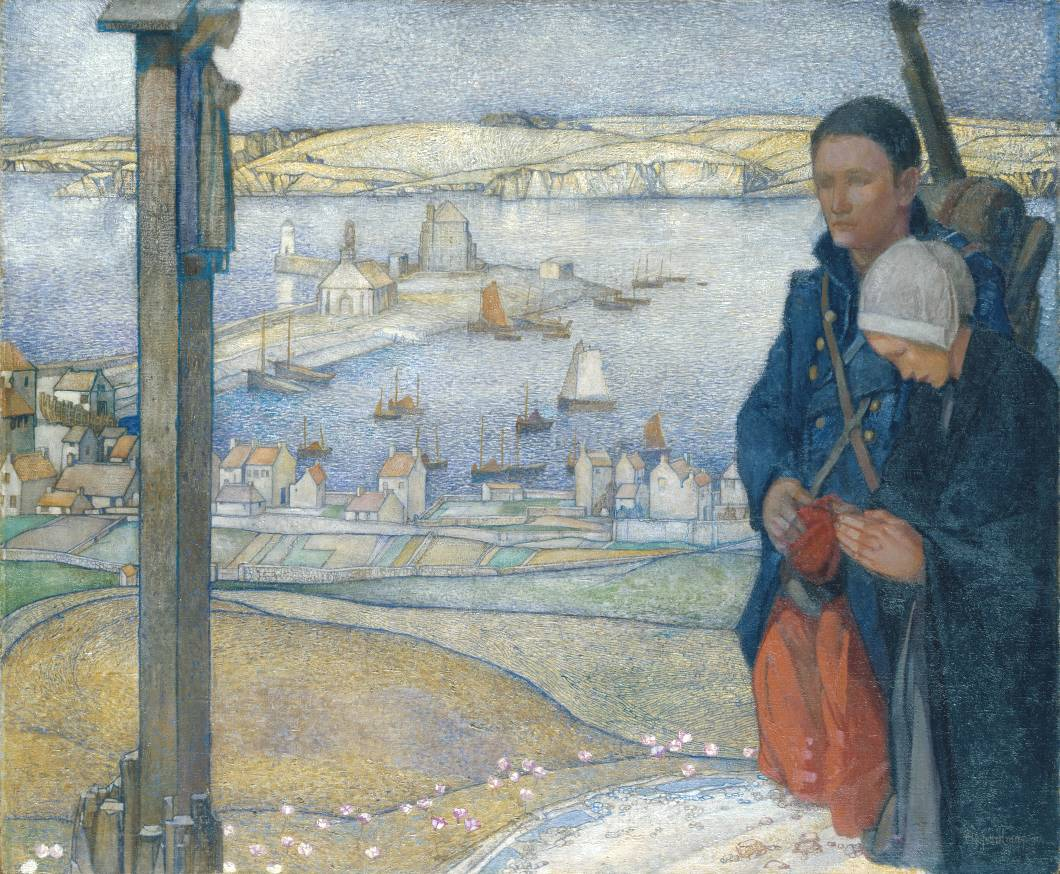
Tableau de Edward Reginald Frampton montrant une vue de la Bretagne pendant la Première Guerre mondiale.

La Bretagne pendant la Première Guerre mondiale se situe loin du front, ce qui fait que son industrie, à l'abri des destructions est reconfigurée pour servir l'effort de guerre.
Environ 140 000 Bretons perdent la vie pendant ce conflit, soit un taux supérieur à la moyenne française.

## L'entrée en guerre

### Une opinion non préparée
La période qui sépare l'attentat de Sarajevo du 28 juin 1914 de l'ultimatum de l'Autriche-Hongrie du 23 juillet tombe dans les campagnes à l'époque des moissons, et les évènements n'intéressent que peu de monde, y compris en ville. Après cette date, un basculement s'opère dans l'opinion. Le journal L'Ouest-Éclair titre le 26 juillet sur « L'Europe menacée d'une conflagration générale », et le 27 La Dépêche de Brest et de l'Ouest sur « La paix en danger ».
Les milieux politiques commencent à réagir le 28 juillet, et le maire de Brest Hippolyte Masson réunit entre 3 000 et 5 000 personnes lors d'un meeting pour ne pas « envoyer à la boucherie » des hommes. Le lendemain se tient un meeting du même type à Lorient, et le surlendemain à Saint-Nazaire. Le 30 juillet, une manifestation composée de syndicalistes et d'antimilitaristes est interdite par le préfet et dispersée par la police. L'assassinat de Jean Jaurès à Paris le 31 juillet marque un basculement vers la guerre.

### Vers l'union sacrée
Après avoir envisagé l'utilisation du Carnet B pour arrêter préventivement des pacifistes et des antimilitaristes, le gouvernement fait le choix de ne pas y avoir recours, ni les socialistes ni les syndicalistes n'appelant à une grève générale. Le préfet du Finistère limite ses ordres du 1er août à une « surveillance attentive mais discrète (...) des syndicats et des cégétistes », alors que sont placardées les affiches annonçant la mobilisation générale. Dans les campagnes, la nouvelle surprend les paysans, convoqués dans les bourgs par l'appel du tocsin. Des manifestations patriotiques ont lieu à Moncontour, à Châtelaudren, ou encore à Paimpol où l'on défile avec le drapeau tricolore au son de La Marseillaise. À l'échelle de la région, la nouvelle est accueillie sans réelle hostilité ni enthousiasme, et c'est un « patriotisme défensif », plus tourné vers la défense de la patrie que vers une revanche, qui s'exprime lors du départ des mobilisés le 3 août.
Divisée politiquement depuis le vote de la loi de séparation des Églises et de l'État, la société bretonne met de côté ses différends face à ce qui est perçu comme une agression injustifiée. Les socialistes et cégétistes bretons participent aux cérémonies patriotiques organisées lors de la Toussaint 1914, justifiant leurs participations pour contrer l'« agression de l'impérialisme allemand » et la monarchie prussienne, et pour la tradition républicaine et « le droit et la civilisation » et en multipliant les références à la révolution de 1789. Les milieux cléricaux participent aussi à cette union nationale, pour des motifs différents : l'évêque de Quimper indique le 15 août dans un journal que « La France a répudié son alliance séculière avec le Christ. L'alliance rompue par l’État peut être renouée par le peuple ». Des prêtres sont aussi mobilisés comme brancardiers, infirmiers, ou aumôniers : dans le diocèse de Saint-Brieuc, 500 prêtres sur les 1 000 que compte le diocèse partent par ce biais, et ils sont 625 à Vannes, 600 à Rennes, et 534 à Quimper.

## Les Bretons sur les différents fronts
La région procure 592 916 combattants à l'armée, pour l'essentiel incorporés dans l'armée de terre. Les conscrits bretons incorporés dans ce corps d'armée se retrouvent au sein du 10e corps d'armée de Rennes et du 11e corps d'armée de Nantes. La marine compte elle entre 50 000 et 60 000 incorporés, venant principalement de basse-Bretagne.

### Sur terre

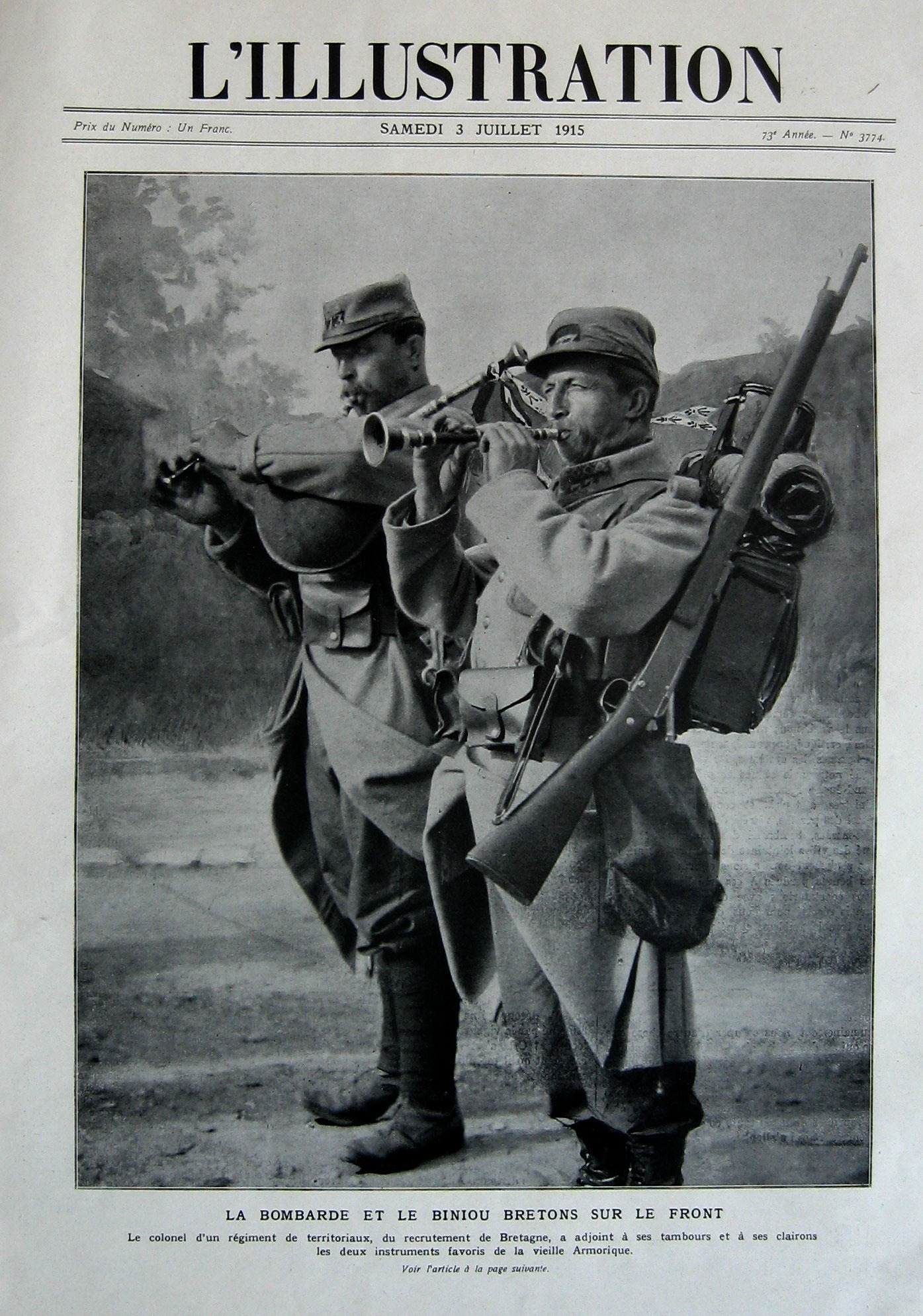
Deux sonneurs du territorial en uniforme de poilu.

Le premier engagement de soldats bretons a lieu le 21 aout à Maissin en Belgique, puis lors des batailles de Charleroi et de la Sambre les jours suivant. Le premier grand fait d'armes a lieu lors de la bataille de Dixmude lorsque les 6 500 fusiliers marins de l'amiral Ronarc'h, principalement bretonnants, défendent la ville pendant un mois en perdant dans l'opération 2/3 de ses effectifs. Des bataillons participent à plusieurs des principales batailles du conflit. Lors de la bataille de Verdun, le 116e RI de Vannes perd 60 % de ses effectifs en une demi journée ; lors de la bataille du Chemin des Dames, sur 1 800 soldats du 64e RI participants à un assaut, seul 110 en reviennent.
Énormément de bretons étant tombés au combat lors de la bataille du Chemin des Dames, le général Nivelle déclara à cette occasion, de façon cynique : « Ce que j'en ai consommé de Bretons ! ».
Avec les lourdes pertes subis par les deux corps d'armées issus de la région entraine l'arrivée de soldats venant d'autres régions, ou d'autres milieux sociaux. Ce brassage culturel va à terme entrainer une remise en cause du mode de vie rural de ces soldats une fois revenus en Bretagne.
Dès juillet 1915, le sous-préfet de Morlaix signale les premiers cas de rébellion de la part de soldats en permission, certains appelant à la mutinerie ou à la désertion. À la suite des mutineries de 1917, 225 bretons sont condamnés, dont 23 à mort. À la même époque, les tracts antimilitaristes et pacifistes sont distribués dans les trains de permissionnaires entre Quimper et Nantes, et des troubles sont enregistrés lors des retours de convois vers le front.
L'image des combattants est contrastée pendant le conflit. La presse française comme allemande véhiculent l'image du breton solide et courageux, à côté de laquelle coexiste celle du breton bigot et porté sur l'alcool. L'historien Marc Bloch décrit ainsi des « hommes de l'intérieur des terres », « déprimés par la misère et par l'alcool » dont « l'ignorance de la langue ajoutait encore à leur abrutissement ». Le caractère dévot est aussi relevé, la mort touchant les hommes favorisant un « retour aux autels » avec pour conséquence un nombre élevé de messes et de confessions avant de monter au front ; des autels sont aussi réalisé par les hommes sur le front, comme dans les carrières de Confrécourt,.

### Sur mer

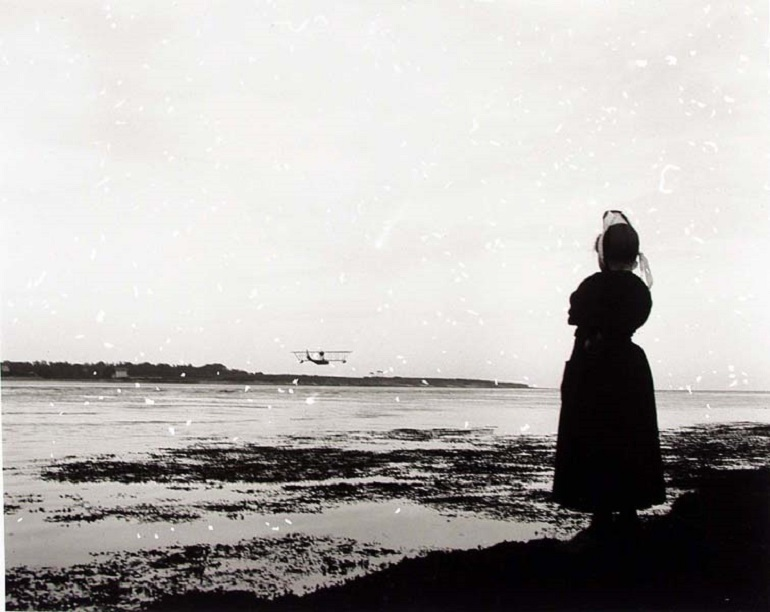
Bigoudène en coiffe regardant un hydravion amerrir en 1917 à l'Île-Tudy.

La place stratégique qu'occupe la Bretagne fait d'elle une cible pour les armées de l'Empire allemand. L'État-Major français craint ainsi un possible débarquement en 1914. Entre 1915 et 1918, les submersibles allemands qui croisent dans la Manche et en Atlantique coulent environ 300 navires près des côtes de la région, avec un pic d'activité entre septembre 1916 et janvier 1918 pendant un épisode de guerre sous-marine à outrance. Les bateaux de pêche bretons étant une des cibles de ces opérations, des chalutiers sont armés dès 1915 et basés à Brest et Saint-Nazaire, avec pour ordre de chasser ces U-Boote.
La lutte sous-marine entraine une concentration de moyens maritimes et aéronavals inégalée en France. En 1918, la Bretagne compte 12 centres pour avions et hydravions, cinq pour ballons captifs, et trois pour dirigeables. L'armée française entretient une flotte de 32 hydravions à Camaret-sur-Mer, et de 16 hydravions chacun à Lorient et Penzé. L'armée américaine compte elle 30 hydravions au Croisic, 21 à l'Île Tudy, et 19 sur l'Aber-Wrac'h. Ces moyens permettent à près de 300 000 soldats américains et à 8 millions de tonnes de marchandises d'être débarqués en sécurité dans la région.

## La région pendant le conflit

### Reconversion économique
Pendant la Première Guerre mondiale, la reconversion à l'économie de guerre affecte la Bretagne. Les campagnes sont touchées par le départ des hommes et des chevaux au front, ce qui désorganise les travaux des champs ; les femmes et les enfants devant prendre le relais. La surface cultivée ne diminue que peu durant la période, mais les rendements connaissent cependant une baisse. La hausse des prix de vente des produits agricoles permet dans le même temps un enrichissement des producteurs : le beurre passe de 2,20 francs avant-guerre à 12 francs fin 1918 ; la douzaine d'œufs de 0,80 franc à 5,50 francs sur la même période.
L'industrie connaît aussi une reconfiguration. Les domaines prioritaires pour l'effort de guerre sont favorisés par l'État : l'industrie textile nécessaire pour l'habillement des soldats, la métallurgie pour la fabrication d'obus, ainsi que les conserveries. D'autres tournent par contre au ralenti : les chantiers de constructions navales faute d'approvisionnement en fer et en charbon, ou encore le secteur du bâtiment. Avec le renchérissement des prix en ville, le mouvement syndical se restructure et une première grève éclate aux Chantiers de la Loire le 20 octobre 1916, avant que celles-ci ne se développent au printemps et à l'été 1917.

### Réfugiés et prisonniers

Blessés marocains et chinois convalescents à Dinan.

La région est éloignée du front terrestre, ce qui fait d'elle un lieu propice à l'accueil des réfugiés comme des prisonniers de guerre. Les blessés venus du front y sont aussi soignés, les premiers arrivant dès le mois d'aout 1914, et 800 000 personnes transitent dans l'un des 273 hôpitaux bretons pendant le conflit. À côté des structures liées à l'armée coexistent des centres de soins départements et privés, et des bâtiments sont souvent réquisitionnés pour accueillir ces blessés. Des civils alliés sont aussi accueillis, notamment venant de Belgique ou de Serbie. Au total, la Loire-Inférieure accueille 60 000 réfugiés pendant la guerre, les Côtes-du-Nord et le Morbihan 30 000, l'Ille-et-Vilaine 25 000 et le Finistère 22 800.
Des camps d'internement sont ouverts à Guérande, Pontmain, ou à l'Île Longue. Le Finistère compte à lui seul six camps, dont le plus important à l'Île Longue accueille 2 020 internés en quatre ans. Les prisonniers sont utilisés pour plusieurs activités, comme la fabrication de sabots à Guérande, ou dans les usines, les ports, ou pour l'agriculture.

### Une base pour les armées alliées
Les ports de Brest et de Saint-Nazaire voient passer de nombreuses troupes alliées ainsi que leurs matériels : un peu moins de 800 000 soldats américains passent par ce premier port pendant le conflit. Les infrastructures des ports ligériens sont développées par le génie américain pour permettre le débarquement en masse d'équipements.

## Aspect mémoriels
51 soldats fusillés pour l'exemple sont recensés dans la région.

### Monuments aux morts

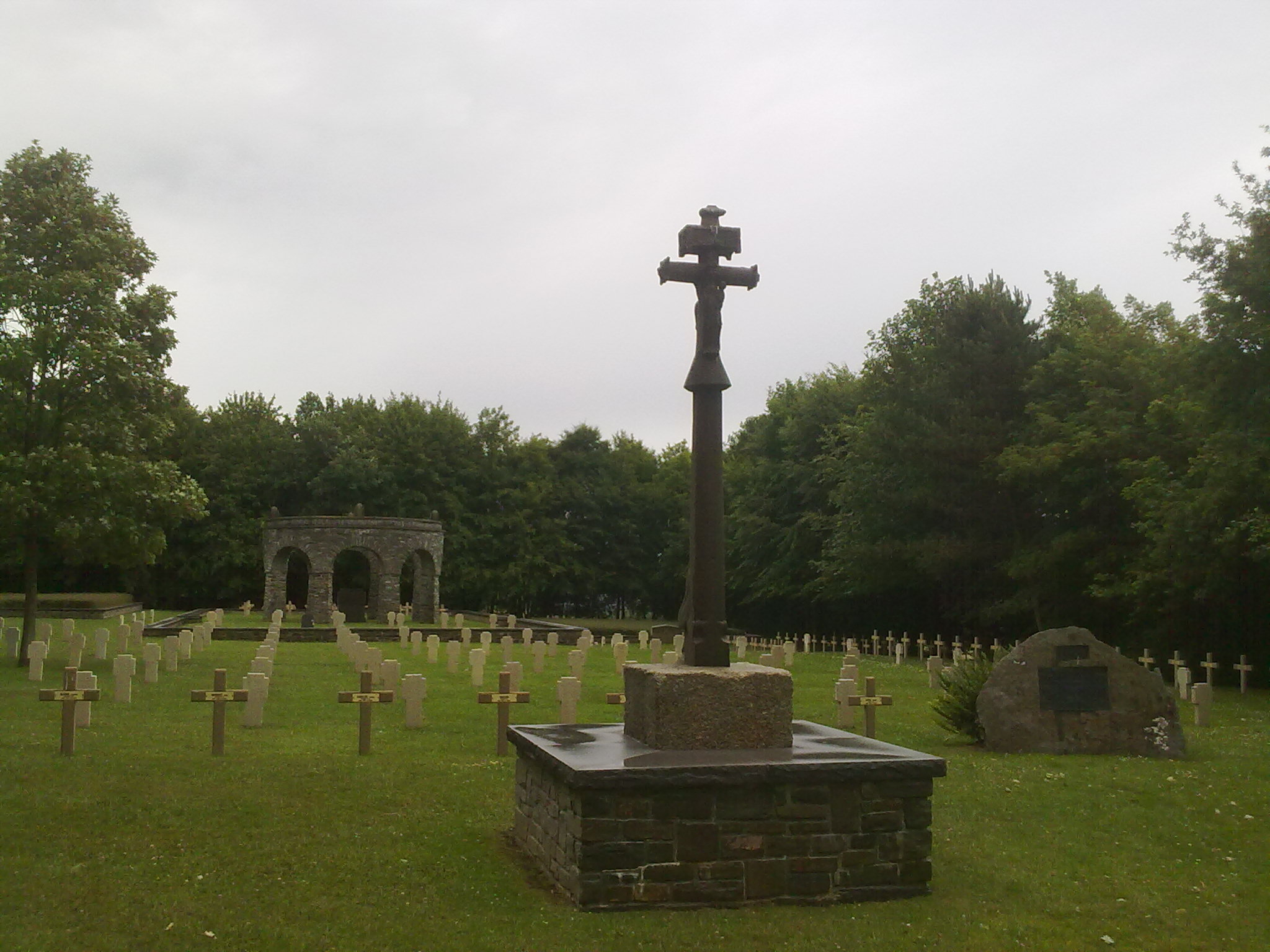
Calvaire à Maissin en Belgique, déplacé depuis Le Tréhou, près de Brest.

Les monuments aux morts de la région se distinguent de ceux du reste de la France, les statues mettant davantage l'accent sur la désolation et le recueillement, et faisant davantage figurer des paysans en costume de travail ou des femmes en habits de deuil, plutôt que le caractère héroïque des poilus. Par ailleurs ces monuments sont pour la plupart construits dans un espace religieux comme une église ou un cimetière. Dans le même temps, les cérémonies commémoratives du 11 novembre contribuent à rapprocher la Bretagne de la France, en instituant une commémoration commune, alors que le 14 juillet ne s'était jamais imposé parmi les paysans de Basse-Bretagne. Des cimetières et des monuments aux morts bretons sont aussi présents dans d'autres régions de France (dans le nord et l'est) et de Belgique (Maissin, Boezinge).

### La question du nombre des morts

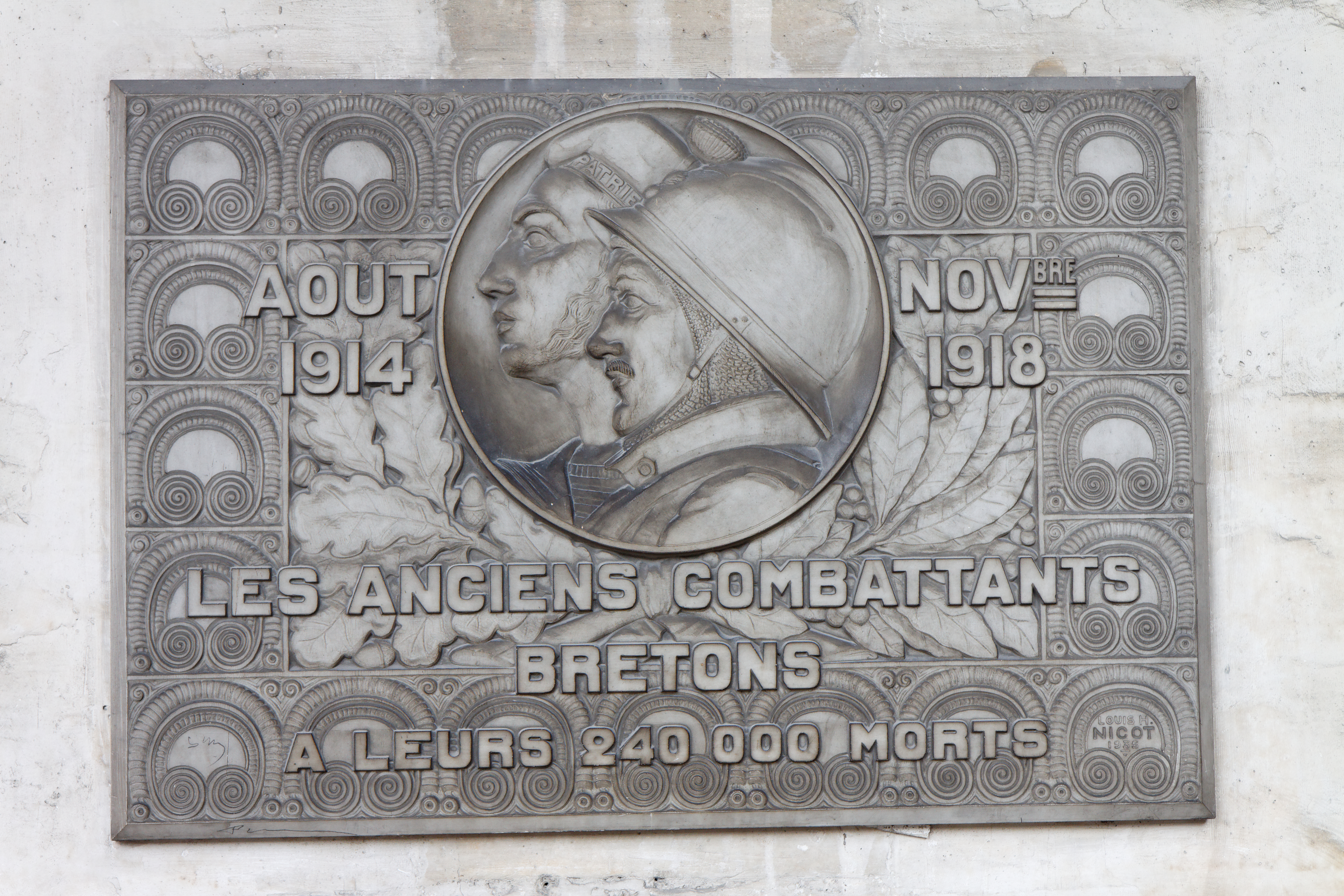
Plaque commémorative à l'hôtel des Invalides à Paris reprenant le chiffre erroné des 240000 morts.

La population bretonne, jeune (40 % des Bretons ont moins de 20 ans en 1914) et moins industrialisée (donc moins susceptible d'être rappelée dans des usines comme « affecté spécial »), fournit de nombreux fantassins. Le chiffre de 240 000 morts est après-guerre largement cité par différents bords politiques, avant d'être repris comme symbole par le Mouvement breton. Les études plus récentes d'historiens ramènent ce chiffre entre 140 et 150 000 morts, soit autour de 22 % des Bretons mobilisés, contre une moyenne française oscillant entre 16 et 17 %.

## Sources